# Сулейманов, Тахир Сулейман оглы
Тахир Сулейман оглы Сулейманов (азерб. Tahir Süleyman oğlu Süleymanov; род. 24 сентября 1948 году, Шабран, Азербайджанская ССР) — государственный и политический деятель. Депутат Милли меджлиса Азербайджанской Республики II, III, IV, V созывов.

## Биография
Родился Тахир Сулейманов 24 сентября 1948 году в городе Шабран, ныне административный центр Шабранского района, Республики Азербайджан. С 1955 по 1966 годы учился в средней школе села Пирабадиль ныне Шабранского района. В 1966 году поступил в Бакинский техникум советской торговли, который окончил в 1968 году по специальности "Товароведение промышленных товаров". В 1975 году поступил во Всесоюзный институт пищевой промышленности в Москве, который окончил в 1981 году, получив специальность инженера-экономиста.
Начав свою трудовую деятельность с 1 июля 1968 года, Тахир Сулейманов работал на различных должностях в ряде управлений и предприятий Шабранского района. Затем с 1981 года стал работать директором конторы поставок "Azerittifag". С 1982 года работал экономистом, директором Пирабадильской ковровой фабрики, с 1984 года руководил складом Дойчинского филиала Хачмазского комбината хлебопродуктов, мастером хлебопекарного цеха в городе Сиазань, директором механизированной пекарни. Приказом от 27 июня 1994 года Тахир Сулейманов был назначен на должность директора Дербентского комбината зерновых продуктов государственной компании "Азербайджанские зерновые продукты" и проработал на этой должности до 2000 года.
Тахир Сулейманов был избран депутатом Милли Меджлис Азербайджанской Республики II созыва на выборах 5 ноября 2000 года. В 2005, 2010 и 2015 годах продлевал свои полномочия. В период своей парламентской деятельности являлся членом комитета Милли Меджлиса по аграрной политике, а также членом рабочих групп по связям с парламентами Бахрейна, Китая, Израиля, Италии, Казахстана, Нидерландов, Турции, Вьетнама и азербайджанской делегации в Межпарламентской ассамблее СНГ.
В настоящее время продолжает общественную деятельность в качестве заместителя председателя Совета старейшин Азербайджана.
С 1995 года член Партии "Новый Азербайджан".
Женат, имеет двоих детей.

## Награды
- Орден «Слава» (23 сентября 2008 года) — за активное участие в общественно-политической жизни Азербайджанской Республики[6].
- Орден «За службу Отечеству» I степени (23 сентября 2023 года) — за заслуги в общественно-политической жизни Азербайджанской Республики[7].
- Орден «За службу Отечеству» II степени (22 сентября 2018 года) — за многолетнюю плодотворную деятельность в общественно-политической жизни Aзербайджанской Республики[8].
- Медаль «МПА СНГ. 25 лет» (27 марта 2017 года, Межпарламентская ассамблея СНГ) — за заслуги в деле развития и укрепления парламентаризма, за вклад в развитие и совершенствование правовых основ функционирования Содружества Независимых Государств, укрепление международных связей и межпарламентского сотрудничества[9].